# Il sangue dei vinti
Pour plus de détails, voir Fiche technique et Distribution.
Il sangue dei vinti est un film italien de Michele Soavi sorti en 2008. Le film est tiré du livre homonyme de Giampaolo Pansa et a été présenté hors concours lors du Festival du film de Rome le 26 octobre 2008.

## Synopsis
Le film se déroule pendant la Deuxième Guerre mondiale. Le commissaire Francesco Dogliani doit mener une enquête sur l'homicide d'une femme et les mystères de sa sœur jumelle. En même temps, il doit assumer les difficultés et les contradictions de la Guerre dans une situation pleine de contrastes, puisqu'un de ses frères est un résistant tandis que sa sœur s'est engagée dans l'armée de la République sociale italienne.

## Fiche technique
- Réalisation : Michele Soavi
- Scénario : Dardano Sacchetti et Massimo Sebastiani
- Costumes : Sergio Ballo
- Photographie : Giovanni Mammolotti
- Création des décors : Andrea Crisanti
- Montage : Anna Rosa Napoli
- Musique : Carlo Siliotto
- Effets spéciaux : Stefano Marinoni
- Producteur : Alessandro Fracassi
- Producteur exécutif : Marco Alfieri
- Sociétés de production : Media One Entertainment; en collaboration avec Rai Fiction
- Sociétés de distribution : 01 Distribution (Italie)
- Langue : italien
- Genre : drame, film historique
- Durée : 100 minutes
- Dates de sorties :  Italie : 26 octobre 2008 lors du Festival du film de Rome

## Distribution
- Michele Placido : Franco Dogliani
- Barbora Bobulova : Anna Spada / Costantina
- Alessandro Preziosi : Ettore Dogliani
- Philippe Leroy : Umberto Dogliani
- Giovanna Ralli : Giulia Dogliani
- Stefano Dionisi : Kurt
- Alina Nedelea : Lucia Dogliani
- Daniela Giordano : Maria Rossini
- Valerio Binasco : Nello Foresti
- Massimo Poggio : Vincenzo Nardi
- Ana Caterina Morariu : Elisa
- Luigi Maria Burruano : Mario Vagagini
- Tony Sperandeo : Salustri
- Raffaele Vannoli : Petrucci
- Vincenzo Crivello : Caronte
- Hary Prinz : Agent de la Gestapo
- Mario Bois : Officier SS
- Teresa Dossena : Elisa giovane
- Pierluigi Coppola : Vittorio
- Tommaso Ramenghi : Marò
- Flavio Parenti : Riccardo Barberi